# 佐渡國
佐渡國（日语：〔〕／ Sadonokuni */?），日本古代的令制國之一，屬北陸道，又稱佐州或渡州。佐渡國的領域即為佐渡島（今 新潟縣佐渡市）。石高達1萬8千石，領內有大須銀山、鶴子銀山、佐渡金山等重要礦產。

## 郡
- 羽茂郡
- 雑太郡
- 賀茂郡（日语：加茂郡 (新潟県)）

## 相關項目
- 日本令制國列表